# Typ widmowy L

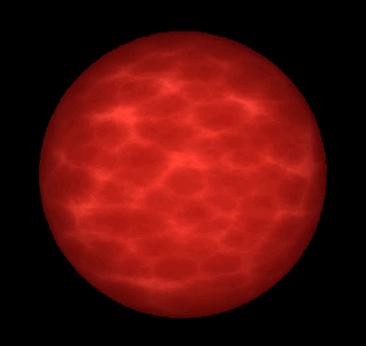
Wizja artystyczna brązowego karła typu widmowego L5

Typ widmowy L – typ widmowy obejmujący najsłabiej świecące gwiazdy i brązowe karły. Powierzchnie (fotosfery) tych ciał mają temperaturę efektywną od 2200 K (L0) do ok. 1400 K (L8). W świetle widzialnym mają czerwoną barwę powierzchni, większość promieniowania emitują w bliskiej podczerwieni.

## Charakterystyka widmowa
W widmach obiektów typu widmowego L dominują linii widmowe wodorków metali (FeH, CaH, CrH) oraz metali alkalicznych, w tym dość rzadkich cezu i rubidu, a w przypadku brązowych karłów o masie poniżej 0,06 M☉ także litu. Lit jest niszczony w jednej z reakcji cyklu ppII, więc w gwiazdach występują najwyżej śladowe ilości tego pierwiastka; nie jest także obserwowany w widmach brązowych karłów chłodniejszego typu widmowego T, co jest prawdopodobnie spowodowane tworzeniem cząsteczek związków przez ten metal. W porównaniu z gorętszymi karłami typu widmowego M spada intensywność linii widmowych tlenku tytanu (TiO), linie te generalnie znikają już dla podtypu L2. Linie tlenku wanadu (VO) są wyraźne u najwcześniejszych podtypów (L0, L1) i całkowicie zanikają dla podtypu L4.

## Charakterystyka fizyczna
Do typu widmowego L należą głównie brązowe karły, szybko stygnące ze względu na brak wewnętrznego źródła ciepła. Do wcześniejszych podtypów (L0 do L4) należą także gwiazdy o bardzo małej masie, ale wystarczającej do syntezy wodoru. Widmo tych obiektów sugeruje, że ich atmosfery są bardziej przepuszczalne dla światła niż gorętszych karłów typu widmowego M, co jest prawdopodobnie spowodowane usunięciem części absorbujących związków z fazy gazowej (powstawaniem pyłu opadającego w głębsze warstwy karła). Rozmiary gwiazd typu L są bardzo małe, zależności promienia od temperatury i promienia od jasności posiadają w tym obszarze lokalne minimum, oddzielające ciąg główny gwiazd prowadzących syntezę wodoru w hel od brązowych karłów, które nie są zdolne do prowadzenia tego procesu. Jedna z najmniejszych znanych gwiazd, 2MASS J0523-1403 (L2,5), ma promień 8,7% R☉, taki jak Saturn.

## Znane obiekty

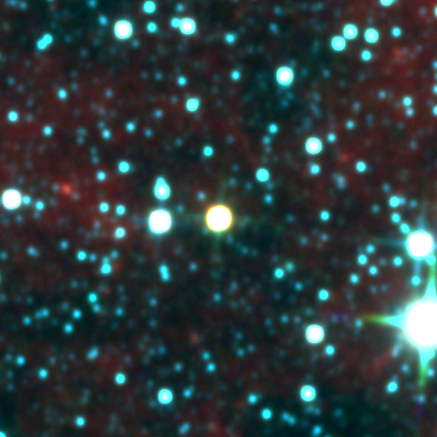
Zdjęcie układu podwójnego WISE 1049-5319 (żółty dysk w centrum zdjęcia), brązowych karłów typów L i T

Pierwszym znanym obiektem tego typu widmowego był odkryty w 1988 roku GD 165B (typ L4), który przez prawie 10 lat uchodził za obiekt unikalny. Do 2005 roku, dzięki przeglądom nieba takim jak 2MASS, odkryto ponad 300 karłów typu widmowego L. W 2013 roku odkryto najbliższy obiekt tego typu, brązowego karła WISE 1049-5319 A oddalonego o ok. 6,5 roku świetlnego od Ziemi.
Przeglądy nieba DENIS (Deep Near Infrared Survey of the Southern Sky), 2MASS i SDSS wskazują, że karły typu widmowego L stanowią stosunkowo nieliczną grupę. Funkcja świecenia (liczba gwiazd na przedział jasności absolutnej) osiąga niskie wartości (lokalne minimum) dla typu L. Wynika to z dwóch faktów: wprawdzie wszystkie brązowe karły przechodzą w swoim rozwoju przez etap, na którym należą do typu L, ale jest to etap względnie krótki; natomiast gwiazdy tego typu występują rzadko ze względu na wąski przedział mas, który pozwala na osiągnięcie temperatury nie większej niż 2200 K i jednocześnie stabilne świecenie (~0,08 M☉, nie mniej niż 0,075 M☉).